# Pyrrhulina
Pyrrhulina is een geslacht van straalvinnige vissen uit de familie van de slankzalmen (Lebiasinidae).

## Soorten
- Pyrrhulina australis Eigenmann & Kennedy, 1903
- Pyrrhulina beni Pearson, 1924
- Pyrrhulina brevis Steindachner, 1876
- Pyrrhulina eleanorae Fowler, 1940
- Pyrrhulina elongata Zarske & Géry, 2001
- Pyrrhulina filamentosa Valenciennes, 1847
- Pyrrhulina laeta (Cope, 1872)
- Pyrrhulina lugubris Eigenmann, 1922
- Pyrrhulina maxima Eigenmann & Eigenmann, 1889
- Pyrrhulina melanostoma (Cope, 1870)
- Pyrrhulina obermulleri Myers, 1926
- Pyrrhulina rachoviana Myers, 1926
- Pyrrhulina semifasciata Steindachner, 1876
- Pyrrhulina spilota Weitzman, 1960
- Pyrrhulina stoli Boeseman, 1953
- Pyrrhulina vittata Regan, 1912
- Pyrrhulina zigzag Zarske & Géry, 1997